# كوزاني (مقاطعة)
كوزاني إحدى مقاطعات اليونان، وعاصمتها هي مدينة كوزاني.